# Armand Fizeau

Schemat pomiaru światła przez Fizeau

Armand Hippolyte Louis Fizeau (ur. 23 września 1819 w Paryżu, zm. 18 września 1896 w Venteuil) – francuski fizyk doświadczalny zajmujący się głównie optyką, profesor École Polytechnique w Paryżu. Jako pierwszy dokonał pomiaru prędkości światła metodą nieastronomiczną, tzn. w laboratorium. Laureat Medalu Rumforda (1866).

## Życiorys
Pochodził z rodziny o tradycjach medycznych i zaczął studiować medycynę, ale przerwał studia. W 1848 podał wyjaśnienie zjawiska Dopplera dla fal świetlnych, stwierdzając że możliwa jest obserwacja przesunięcia linii widma, zaś zmiana barwy gwiazdy byłaby obserwowana tylko przy bardzo dużych prędkościach.

## Pomiar prędkości światła
Do eksperymentu Fizeau przygotowywał się razem z Foucault, ale ostatecznie obaj wykonali pomiary niezależnie. Pomiaru dokonał między przedmieściami Paryża Suresnes i Montmartre metodą koła zębatego. Światło było przepuszczane pomiędzy zębami obracającego się koła, następnie odbijało się od lustra ustawionego w odległości 8633 m i wracało ponownie przechodząc między zębami koła do obserwatora. Przy odpowiedniej częstości obrotów koła trafiało na ząb i nie było obserwowane. W lipcu 1849 podał wynik: 315 300 km/s (w przeliczeniu na obecne jednostki).

## Upamiętnienie
Jego nazwisko pojawiło się na liście 72 nazwisk na wieży Eiffla.